# Guaraniella mahnerti
Espèce
Guaraniella mahnerti est une espèce d'araignées aranéomorphes de la famille des Theridiidae.

## Distribution
Cette espèce se rencontre au Paraguay et au Brésil au Santa Catarina,.

## Description
Le mâle holotype mesure 1,53 mm et la femelle paratype 1,41 mm.

## Étymologie
Cette espèce est nommée en l'honneur de Volker Mahnert.

## Publication originale
- (en) Léon Baert, « Mysmenidae and Hadrotarsidae from the Neotropical Guaraní zoogeographical province (Paraguay and South Brasil) (Araneae) », Revue suisse de zoologie, MHNG, vol. 91,‎ 1984, p. 603–616 (ISSN 0035-418X, DOI 10.5962/BHL.PART.81569).